# Albons (kommun)
Albons är en kommun i Spanien.   Den ligger i provinsen Província de Girona och regionen Katalonien, i den östra delen av landet, 600 km öster om huvudstaden Madrid. Antalet invånare är 714. Arean är 11,1 kvadratkilometer. Albons gränsar till Bellcaire d'Empordà, L'Escala, La Tallada d'Empordà och Viladamat. 
Terrängen i Albons är platt.